# أوسكار روميرو (لاعب كرة قدم)
أوسكار ديفيد روميرو فيلامايور (بالإسبانية: Óscar David Romero Villamayor)‏ مواليد		4 يوليو 1992م هو لاعب كرة قدم من باراغواي، يلعب في الأرجنتين بنادي راسينغ، كما مثل المنتخب الوطني باراغواي . شارك منتخب بلاده في كوبا أمريكا 2015 المقامة في تشيلي .

## مسيرته الكروية
لعب أوسكار روميرو خلال مسيرته الاحترافية مع 5 أندية في اثنا عشر موسمًا وسجل خلالها 25 هدفًا ضمن 196 مباراة. ولم يفز بأي موسم بالكأس وفاز في موسمين بالدوري.
خاض أوسكار روميرو مسيرته مع نادي سيرو بورتينيو في موسم 2011 ليلعب معه أربعة مواسم، مشاركًا في 87 مباراة سجل خلالها 11 هدفًا. ثم انتقل إلى نادي راسينغ في موسم 2015 واستمر معه طيلة ثلاثة مواسم، حيث شارك في 44 مباراة سجل خلالها 8 أهداف. لينتقل بعدها إلى نادي ديبورتيفو ألافيس في موسم 2016–17 ولمدة موسمين، مشاركًا في 18 مباراة ولم يسجل أي هدف. ثم انتقل إلى نادي شانغهاي غرينلاند شينهوا في عامي 2018-2020 ولمدة موسمين، مشاركًا في 26 مباراة سجل خلالها 4 أهداف. هذا وانتقل لاحقًا إلى نادي سان لورينزو في موسم 2019–20 لمدة موسم واحد، مشاركًا في 21 مباراة سجل خلالها هدفين.

## روابط خارجية
- أوسكار روميرو على موقع قاعدة بيانات كرة القدم.إي يو (الإنجليزية)
- أوسكار روميرو على موقع ناشيونال فوتبول تيمز (الإنجليزية)
- أوسكار روميرو على موقع Soccerbase.com (لاعب) (الإنجليزية)
- أوسكار روميرو على موقع Soccerway.com (الإنجليزية)
- أوسكار روميرو على موقع كووورة
- أوسكار روميرو على موقع AS.com (الإسبانية)